# 奧托·拉齊斯
奥托·鲁道夫维奇·拉齐斯（俄语：О́тто Рудо́льфович Ла́цис，1934年6月22日—2005年11月3日），拉脱维亚人，苏联的记者，曾担任苏联《共产主义》的副主编。苏联解体后，成为俄罗斯总统理事会成员。

## 作品
- 《Солнце в доме》（1982年）
- 《Искусство сложения》（1984年）
- 《Выйти из квадрата》（1989年）
- 《Перелом》（1990年）
- 《Что с нами было? Что с нами будет?》（1995年）
- 《Тщательно спланированное самоубийство》（2001年）